# Peștera Dâmbovicioara
Peștera Dâmbovicioara este situată în partea de sud a Masivului Piatra Craiului, în versantul stâng al văii Dâmbovicioara (afluent al Dâmboviței), la 1 km nord de satul Dâmbovicioara, județul Argeș. Peștera s-a format datorită acțiunii apelor pârâului Dambovicioara, care au tăiat în calcarele de vârstă jurasică ale Masivului Piatra Craiului.

## Temperatura
Este o peșteră caldă, cu o temperatură de 10 - 12 °C și cu o umiditate moderată. Peștera este "uscată", pârâul care a generat-o având acum o altă albie. În interior se leagă de exterior printr-un horn înalt de 10 m, care furnizează un slab curent de aer.

## Dimensiuni
Peștera Dâmbovicioara este formată dintr-o  galerie unică, cu o lungime totală, de 555 m. Deși această lungime este incomparabil mai mică față de alte peșteri din România, Peștera Dâmbovicioara este cea mai lungă din zonă, relieful și natura rocilor nefiind propice galeriilor de mari dimensiuni. Galeria are lățimi ce variază între 3-4 m și înălțimi de 4-5 m, cu puține ramificații, de dimensiuni mici. După 150 m de la intrare, galeria se îngustează foarte mult.

## Formațiuni
Peștera este relativ săracă în formațiuni calcaroase însă este destul de bine cunoscută, a fost amenajată și este frecventată de un număr destul de mare de turiști.